# T-10
T-10 là loại xe tăng hạng nặng của Liên Xô trong thời kỳ Chiến tranh Lạnh. Nó là bản nâng cấp của xe tăng IS-3, đồng thời là phiên bản cuối cùng của dòng tăng hạng nặng KV (Kliment Voroshilov) và IS (Iosif Stalin), cũng như dòng tăng hạng nặng Liên Xô. Bản thiết kế nguyên thủy của T-10 vốn dĩ có tên là IS-8, sau đó đổi thành IS-9, và nó được sản xuất năm 1952 với cái tên IS-10 (vì vốn dĩ nó là thành viên của dòng họ IS). Nhưng tháng 3 năm 1953, Iosif Stalin qua đời, và, khi Nikita Khruschev lên nắm quyền, thi hành chính sách bài bác Stalin, thì IS-10 được đổi tên lại thành T-10 (nguyên do chữ IS là viết tắt tên của Iosif Stalin).
T-10 thường được triển khai thành các trung đoàn tăng độc lập nằm trong đơn vị cấp tập đoàn quân, hoặc tiểu đoàn độc lập trong các sư đoàn, sẽ được ghép với trong các đơn vị bộ binh cơ giới, có vai trò hỗ trợ bộ binh hoặc tấn công đột phá.

## Đặc điểm

### Lịch sử

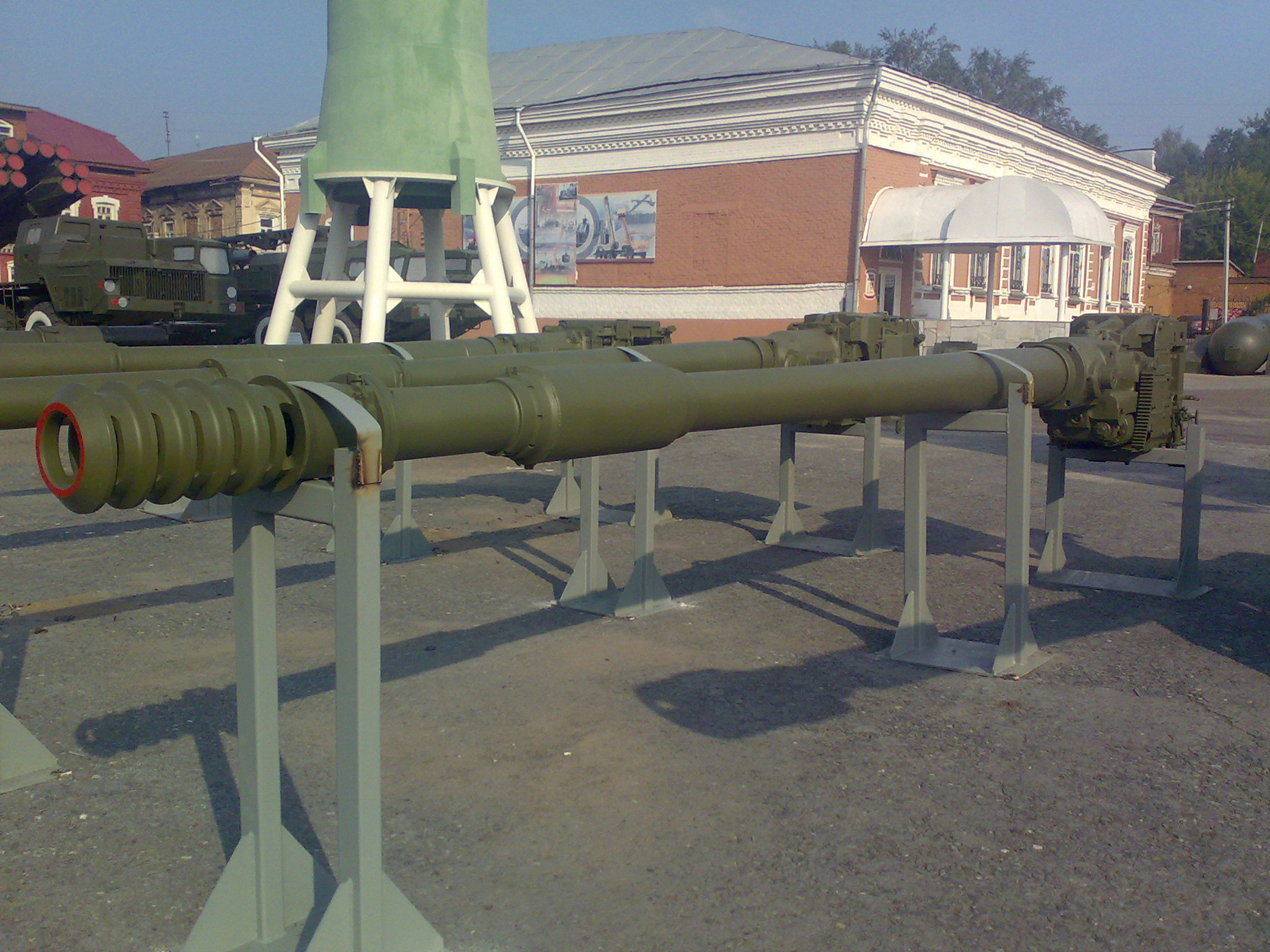
Pháo M62-T2 (2A17) 122mm trang bị trên T-10M

Ban đầu IS-5 là sự phát triển cao hơn của IS-3 theo hướng tăng cường vỏ giáp và độ tin cậy, trong khi IS-4 thì cân bằng giữa vỏ giáp, độ tin cậy và sự cơ động. Tuy nhiên trong điều kiện khẩn trương vào giai đoạn cuối của chiến tranh Vệ quốc (1945), IS-4, IS-6, IS-7 được xác định là trọng điểm, mọi công tác với chương trình IS-5 bị đình chỉ. Sau khi chiến tranh kết thúc, IS-6 và IS-7 bị hủy bỏ còn IS-5 có cơ hội tiếp tục.
Những kinh nghiệm từ IS-4 và IS-7 đã khiến các kĩ sư đặt ra giới hạn mới cho tăng hạng nặng ở mức 50 tấn. Đồng thời chính phủ Liên Xô cũng ra văn bản cho phép chương trình được tiếp tục. Thiết kế xe tăng mới sẽ được đổi tên từ IS-5 thành IS-8. Các cuộc thử nghiệm cho IS-8 kéo dài cho đến tháng 12-1952 thì xe được quân đội tiếp nhận. Tuy nhiên sau khi Stalin mất, Khruschev lên thay, tất cả những gì có liên quan đến người tiền nhiệm đều bị loại bỏ, trong đó có cả chương trình IS-8, bị đổi tên thành T-10.

### T-10 và sự thoái trào của dòng tăng hạng nặng Liên Xô
Ngay từ Chiến tranh thế giới thứ hai, trước các yêu cầu về tính cơ động trên chiến trường những mẫu tăng hạng nặng chậm chạp đã bộc lộ rất nhiều nhược điểm. Trong trận Berlin, khi các sư đoàn cơ giới đã chia nhỏ lực lượng của mình ra và phối hợp với bộ binh thì các xe tăng hạng nặng hoàn toàn tụt lại sau so với các xe T-34 cơ động. Sau Chiến tranh thế giới thứ hai, mặc dù Liên Xô vẫn tiếp tục quá trình sản xuất các xe tăng hạng nặng để đối đầu với các xe tăng cùng loại của phương tây (ví dụ xe tăng hạng nặng M103 của Hoa Kỳ và xe tăng Conqueror của Anh) nhưng các xe tăng hạng trung cơ động như T-54 hay T-62 đã có hỏa lực và giáp trụ gần bằng với T-10.
Từ thập niên 1960 trở đi, Liên Xô bắt đầu phát triển xe tăng theo khái niệm Xe tăng chiến đấu chủ lực (MBT), cụ thể là dần dần thay thế các xe tăng hạng nặng bằng các xe tăng hạng trung cơ động hơn. Và vào cuối thập niên 1960, các lực lượng tinh nhuệ từng được trang bị tăng hạng nặng nay chuyển qua sử dụng các xe tăng chiến đấu chủ lực với công nghệ tiên tiến nhất như T-64 và sau đó là "xe tăng bay" T-80, còn các đơn vị cơ giới thông thường sử dụng tăng T-55, T-62 và sau đó là T-72. Còn việc sản xuất T-10 ngừng lại vào năm 1966, các chương trình sản xuất tăng hạng nặng cũng bị đình chỉ hoàn toàn (ví dụ mẫu thử nghiệm Kế hoạch 770 dùng pháo 130 ly và hệ thống nạp đạn tự động).
Việc phát triển các Tên lửa điều khiển chống tăng (ATGM) đã thay thế hoàn toàn các loại pháo tầm xa trên các tăng hạng nặng. Liên Xô áp dụng chúng lần đầu tiên trên các mẫu xe chiến đấu bộ binh BMP-1, sau đó trên xe tăng T-64 và các mẫu tăng khác. Và vỏ giáp bằng chất liệu composite nhẹ nhưng tinh xảo đã khiến khả năng bảo vệ của các xe tăng trước đạn pháo tăng lên đáng kể nhưng không làm tăng khối lượng cũng như giảm tốc độ của chúng.
Theo Bryan Perret, "những trận đánh tại Cuộc chiến Sáu Ngày, đặc biệt ở Rafah, chỉ nhấn mạnh những gì mà phía Liên Xô đã biết từ trước đó: ngày tàn của xe tăng hạng nặng đã đến".

### Các phiên bản

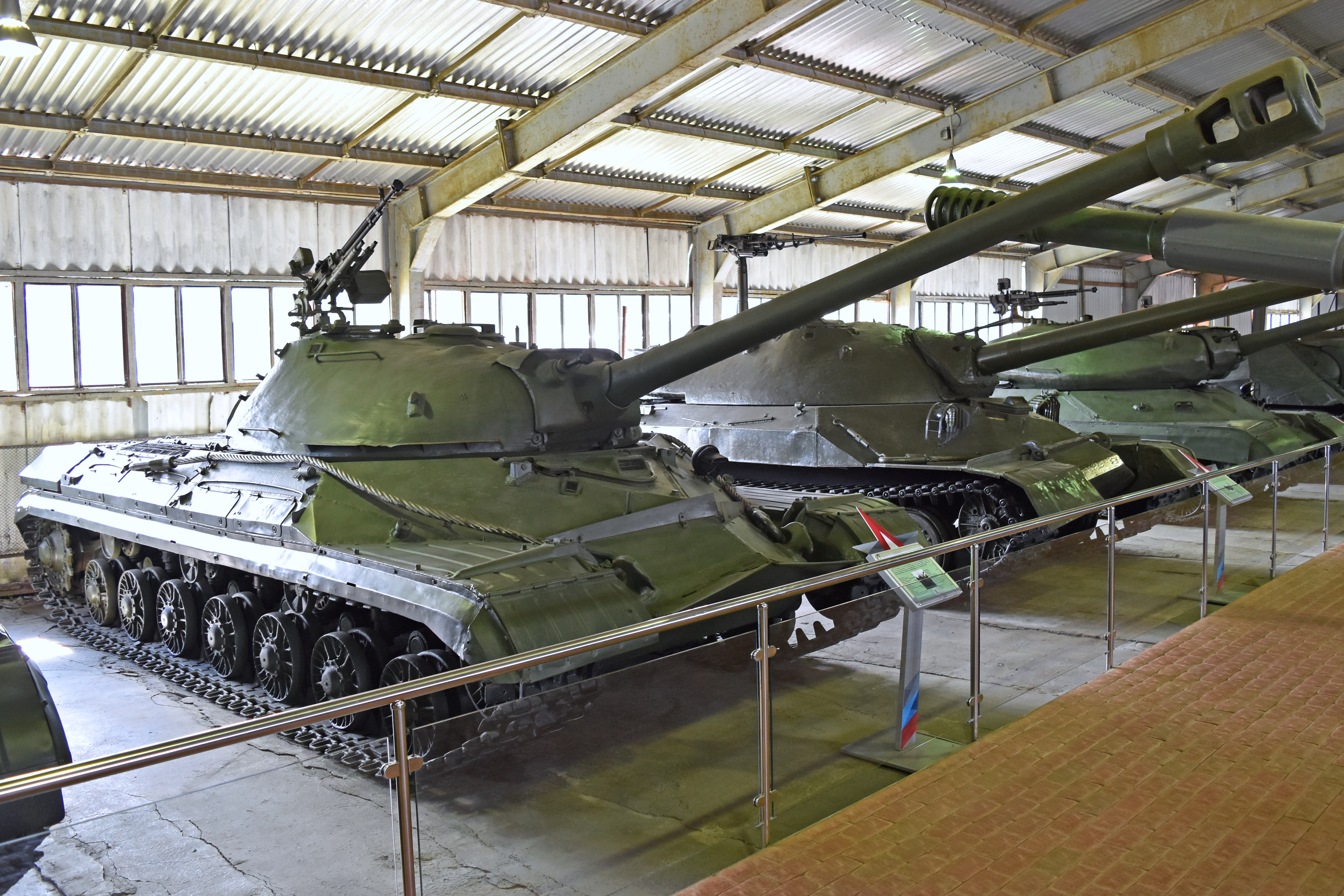
T-10 mang pháo D-25TA 122mm tại bảo tàng tăng Kubinka, Moskva

- T-10(1952): bản nâng cấp của IS-3.
- T-10A(1956): bản cải tiến của T-10, sử dụng thiết bị ổn định bắn 1 mặt phẳng.
- T-10B(1957): thêm 2 thiết bị ổn định bắn.
- T-10M(1957): bản cải tiến với pháo M-62-T2 L/43 dài hơn với thiết bị khóa nòng 5 vách ngăn; thiết bị ổn định bắn 2 mặt phẳng, súng máy 14,5 ly kiểu mới KVPT với đạn đạo chuẩn xác hơn, hệ thống bảo vệ NBC. Độ dài tổng cộng là 10,29 mét.
  - T-10M phiên bản 1963 với ống thở OVPT dành cho việc lội sâu.
  - T-10M phiên bản 1967 trang bị đạn APDS và HEAT.